# Jorge Charquero
Jorge Alexander Charquero López (Montevideo, Uruguay, 20 de febrero de 1988) es un futbolista uruguayo. Juega de defensa y su actual equipo es el Boston River, que milita en la Primera División de Uruguay.

## Clubes
| Club                 | País    | Año           |
| -------------------- | ------- | ------------- |
| Montevideo Wanderers | Uruguay | 2007 - 2009   |
| El Tanque Sisley     | Uruguay | 2009 - 2010   |
| Sud América          | Uruguay | 2010-2011     |
| Basáñez              | Uruguay | 2011-2012     |
| Boston River         | Uruguay | 2013-presente |